# 臧懋循
臧 懋循（ぞう ぼうじゅん、? - 1620年ごろ）は、明の万暦年間に活動した文学家。『元曲選』（元人百種曲）を編纂したことで主に知られる。字は晋叔（しんしゅく）、号を顧渚といった。湖州府長興県の出身。

## 生涯
臧懋循は博覧強記で、万暦8年（1580年）に進士となり、荊州府の教授、南京国子監博士の官に任命された。しかしながら遊び人であったことから弾劾されて万暦13年（1585年）に罷免された。その後は官につくことができず貧窮した。
銭謙益によると茅維・呉稼竳・呉夢暘と並んで当時の湖州一帯の優れた詩人だったという。
正確な生卒年は明らかでないが、万暦47年（1619）にはまだ生きており、天啓元年（1621年）にはすでに没していたことがわかっている。また嘉靖41-42年（1562-1563年）を「余、少き時」と言っているので、1550年代の生まれと考えられる。

## 著書
臧懋循は古代から唐までの詩を編纂した『詩所』（万暦31年（1603年）自序）、『唐詩所』（万暦34年（1606年）自序）を刊行した。
万暦43-44年（1615-1616年）に前後集2回に分けて『元曲選』を刊行した。元代の雑劇100種の選集で、校訂の行きすぎなどの欠点もあるものの、読みやすく信頼でき、また他の選集に見えない庶民の世界を描く通俗的な作品を多く収録している点が優れており、元雑劇の鑑賞を目的とする場合はほかにない優れた選集とされる。
臧懋循は音律に詳しく、湯顕祖の『牡丹亭』を含む玉茗堂四夢を改作している。臧懋循は音律を重視する呉江派の沈璟を崇敬し、内容をより重視する湯顕祖を批判した。
詩文集に『負苞堂集』がある。